# إريك بال
اريك بال (بالإنجليزية: Eric Ball)‏ هو لاعب كرة قدم أمريكية أمريكي، ولد في 1 يوليو 1966 في كليفلاند في الولايات المتحدة.

## وصلات خارجية
- إريك بال على موقع مرجع كرة القدم المحترفة.كوم (الإنجليزية)